# Eupogonius lanuginosus
Eupogonius lanuginosus là một loài bọ cánh cứng trong họ Cerambycidae.